# رصد الزلازل

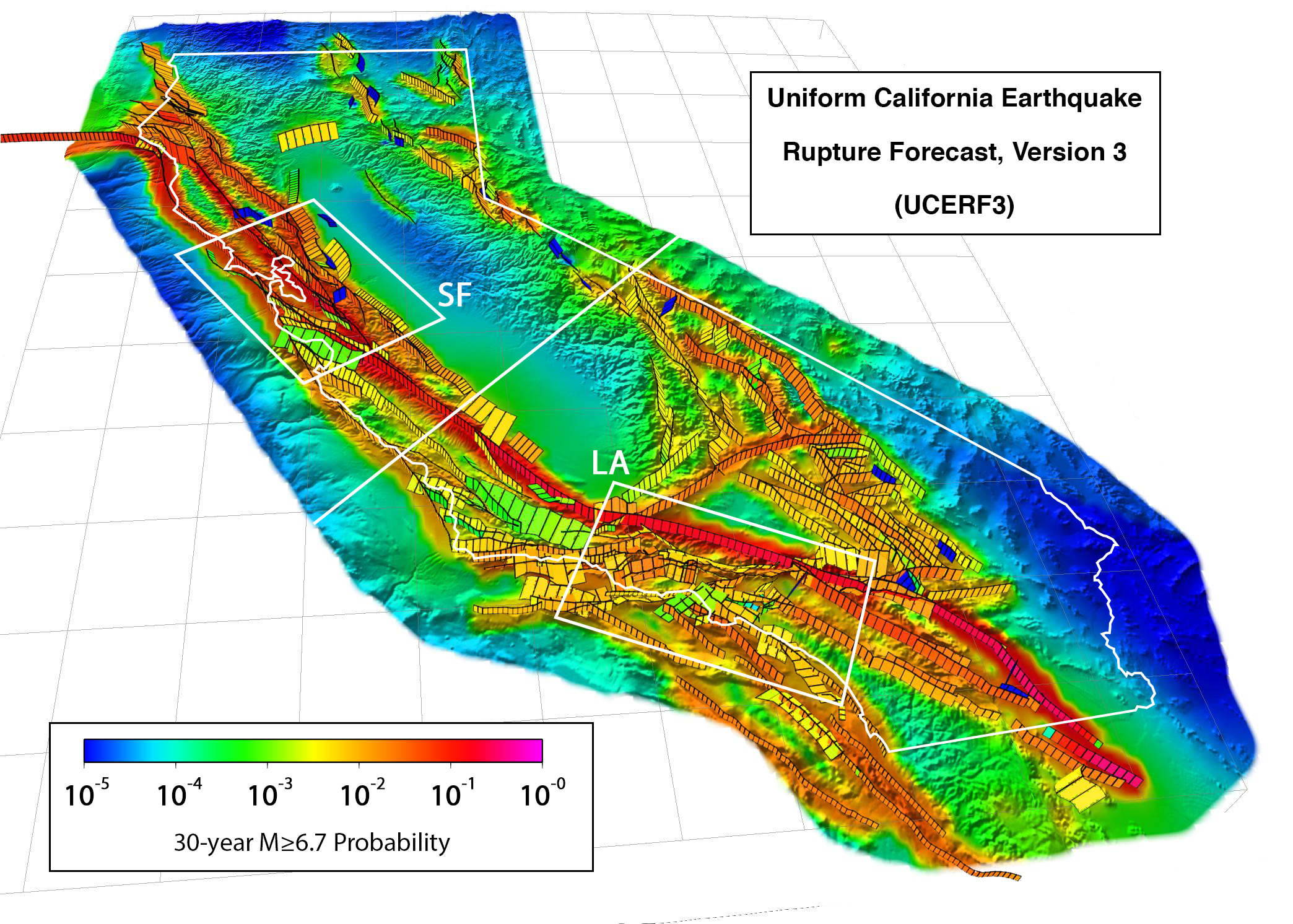
كاليفورنيا (باللون الابيض) والاجزاء الثانوية البالغ عددها 2606 من المنطقة العازلة في الصدع. تدل الالوان على احتمالية M ≥ 6.7 (كنسبة مئوية) لمواجهة هزة ارضية خلال 30 سنة، بسبب الضغط المتواتر منذ الهزة الاخيرة. لا تشمل الصورة منطقة انغماس كاسكاديا، اذ انها غير ظاهرة في الزاوية العليا على اليسار.

رصد الزلازل هو فرع من فروع علم الزلازل المعنية بتقييم المخاطر العامة للزلازل، وتتضمن وتيرة وحجم الزلازل الضارة في منطقة معينة على مدى معين من السنوات أو العقود. وفي حين أن الرصد عادةً ما يعد نوعا من التنبؤ، فإن رصد الزلازل يختلف كثيرًا عن التنبؤ بها، إذ إن هدفه هو تحديد مواعيد الزلازل في المستقبل ومواقعها وأحجامها بدقة كافية بحيث يمكّن الراصدين من التحذير منها.
ويتميز كل من رصد الزلازل والتنبؤ بالزلازل عن نظم الإنذار بالزلازل، التي تكشف عن الزلازل في أثناء حدوثها وتطلق تحذيرًا للمناطق التي قد تتأثر بها.
تفاءل العلماء بقرب العثور على طريقة عملية للتنبؤ بالزلازل في سبعينيات القرن الماضي، لكن فشلهم في ذلك حتى التسعينات دفع الكثيرين للتساؤل عما إذا كان ذلك ممكنًا. ولم تحدث تنبؤات ناجحة ومقنعة بوقوع زلازل كبيرة منذ ذلك الحين، أيضًا فإن الادعاءات القليلة بالنجاح مثيرة للجدل. وعلى هذا، استُخدم العديد من الموارد العلمية والحكومية لتقدير احتمالات وقوع المخاطر الزلزالية بدلًا من التنبؤ بالزلازل الفردية. وتستخدم هذه التقديرات لوضع قوانين البناء، وهياكل أسعار التأمين، وبرامج التوعية والتأهب، والسياسة العامة المتعلقة بالأحداث الزلزالية، إضافةً إلى التنبؤات الإقليمية للزلازل. قد تأخذ حسابات المخاطر الزلزالية عوامل مثل الظروف الجيولوجية المحلية في الحسبان، وتُستخدم الحركة الأرضية المتوقعة لتوجيه معايير تصميم المباني.

## طرق رصد الزلازل
تعتمد طرق رصد بالزلازل عمومًا على الاتجاهات أو الأنماط التي تؤدي إلى حدوث الزلازل. ولما كانت هذه الاتجاهات قد تكون معقدة وتنطوي على متغيرات عديدة، فإن التقنيات الإحصائية المتقدمة غالبًا ما تكون ضرورية لفهمها. وتميل هذه الأساليب إلى أن تكون فترات زمنية طويلة نسبيًا، ما يجعلها مفيدة للتنبؤ بالزلازل.

### ارتداد مرن
قد تنحني أجزاء من قشرة الأرض أو تتشوه حال تعرضها لقوة ضغط كبيرة -مثل وضعها بين صفيحتين تكتونيتين هائلتين تتحركان بجانب بعضهما- إذ إن أقوى الصخور على الكوكب ليست صلبة كفاية. وفقًا لنظرية الارتداد المرن لريد.
في نهاية المطاف، يصبح التشوه كبيرًا كفاية للكسر، يسمح الانزلاق بجانب الكسر - الزلزال- للصخرة على كل جانب بالتحول إلى حالة أقل تشوهًا، في عملية تحرير للطاقة في أشكال مختلفة، تتضمن موجات زلزالية. ثم تتكرر دورة القوة التكتونية التي تتراكم في تشوه مرن وتتحرر في ارتداد مفاجئ. ولما كانت الإزاحة من زلزال واحد تتراوح بين درجة أقل من متر وتمتد إلى نحو 10 أمتار، فإن الوجود الواضح لإزاحات كبيرة من ضربة لمئات الأميال يظهر وجود دورة زلزال طويلة الأمد.

### الزلازل المميزة
يبدو أن أكثر الصدوع الزلزالية المدروسة -مثل صدع نانكاي العملاق، وصدع واساتش، وصدع سان أندرياس- لها أجزاء متميزة. يفترض نموذج الزلازل المميز أن الزلازل مقيدة عمومًا داخل هذه الصدوع. ولما كانت أطوال الأجزاء وخصائصها الأخرى ثابتة، فإن الزلازل التي تمزق الصدع بأكمله يجب أن تكون لها خصائص مماثلة. وتشمل المقدار الأقصى -الذي يحده طول التمزق- وكمية الإجهاد المتراكم اللازمة لتمزق الصدع. ولما كانت حركات الصفائح المستمرة تسبب تراكم الضغط، ينبغي أن تهيمن على النشاط الزلزالي في جزء معين زلازل ذات خصائص مماثلة لتتكرر في فترات منتظمة إلى حد ما. ولجزء معين من الصدع، فإن تحديد هذه الزلازل المميزة وتوقيت معدل تكرارها -أو موعد معاودة حدوثها- يجب أن يعلمنا بالتمزق التالي، هذا هو النهج العام المستخدم في رصد المخاطر الزلزالية. وتستخدم فترات العودة أيضًا لرصد الأحداث النادرة الأخرى، مثل الأعاصير والفيضانات، وتفترض أن التواتر في المستقبل سيكون مماثلًا للتواتر الملاحظ الحالي.
أدى استقراء زلازل باركفيلد في الأعوام 1857 و1881 و1901 و1922 و1934 و1966 إلى توقع حدوث زلزال سنة 1988 أو قبل عام 1993 على أبعد تقدير -في فترة الثقة 95٪- وذلك استنادًا إلى نموذج الزلزال المميز. وقد وضعت أجهزة على أمل الكشف عن سلائف الزلزال المتوقع. ومع ذلك، لم يحدث الزلزال المتوقع حتى عام 2004. وقد أثار فشل تجربة باركفيلد للرصد الشكوك حول دقة نموذج الزلزال المميز.

### فجوات زلزالية
تنزلق كل أقسام الطبقة عند اتصال صفيحتين من الصفائح التكتونية ضمنها، بحيث -على المدى البعيد- لا تترك أقسام ضمن الطبقة. ولكنها لا تنزلق كلها في الوقت ذاته، بل إنها لا تتسلل إلى المستويات التي قد تكون فيها. توجد أقسام مختلفة في مراحل مختلفة في دورة تراكم الضغط -التشوه- والارتداد المفاجئ. وفي نموذج الفجوة الزلزالية، ينبغي توقع «الزلزال الكبير التالي» في الفجوات الفاصلة إذ يكون الإجهاد غير المخفف هو الأكبر، وليس في الأجزاء التي خففت فيها الزلازل الأخيرة من الضغط. يمتاز هذا النموذج بجاذبية بديهية ويستخدم في الرصد على المدى الطويل، وكان أساس سلسلة من توقعات المحيط الهادئ -حافة المحيط الهادئ- في الأعوام 1979 و 1989-1991. ومع ذلك، من المعروف الآن أن بعض الافتراضات الأساسية حول الفجوات الزلزالية غير صحيحة. ويشير الفحص الدقيق إلى أنه «قد لا توجد معلومات في الفجوات الزلزالية عن وقت وقوع الحدث الكبير المقبل أو حجمه في المنطقة». وتبين الاختبارات الإحصائية للتنبؤات المحيطة بالمحيط الهادئ أن نموذج الفجوة الزلزالية «لم يتنبأ بالزلازل الكبيرة جيدًا». وأكدت دراسة أخرى أن فترة الهدوء الطويلة لا تزيد من احتمالية وقوع زلزال.